# Каинда
Каинда — река в России, протекает в Оренбургской области. Устье реки находится в 91 км по левому берегу реки Суундук. Длина реки составляет 15 км.

## Данные водного реестра
По данным государственного водного реестра России относится к Уральскому бассейновому округу, водохозяйственный участок реки — Урал от Магнитогорского гидроузла до Ириклинского гидроузла, речной подбассейн реки — подбассейн отсутствует. Речной бассейн реки — Урал (российская часть бассейна).
Код объекта в государственном водном реестре — 12010000312112200002561.